# Sunzhuang (köpinghuvudort i Kina, Jiangsu Sheng, lat 32,44, long 120,39)
Sunzhuang (kinesiska: 孙庄, 孙庄镇) är en köpinghuvudort i Kina. Den ligger i provinsen Jiangsu, i den östra delen av landet, omkring 160 kilometer öster om provinshuvudstaden Nanjing. Antalet invånare är 28 658. Befolkningen består av 15 809 kvinnor och 12 849 män. Barn under 15 år utgör 10,0 %, vuxna 15-64 år 67 %, och äldre över 65 år 21,0 %.
Runt Sunzhuang är det tätbefolkat, med 819 invånare per kvadratkilometer. Närmaste större samhälle är Qutang, 8,9 km nordväst om Sunzhuang. Trakten runt Sunzhuang består till största delen av jordbruksmark.
Genomsnittlig årsnederbörd är 1 307 millimeter. Den regnigaste månaden är juli, med i genomsnitt 264 mm nederbörd, och den torraste är januari, med 34 mm nederbörd.